# Флорсвил (Тексас)
Флорсвил (енгл. Floresville) град је у америчкој савезној држави Тексас. Налази се у округу Вилсон, чије је седиште. По попису становништва из 2010. у њему је живело 6.448 становника.

## Демографија
Према попису становништва из 2010. у граду је живело 6.448 становника, што је 580 (9,9%) становника више него 2000. године.
| Група             | 2000.         | 2010.         |
| Белци             | 1.946 (33,2%) | 2.094 (32,5%) |
| Афроамериканци    | 96 (1,6%)     | 106 (1,6%)    |
| Азијати           | 20 (0,3%)     | 15 (0,2%)     |
| Хиспаноамериканци | 3.756 (64,0%) | 4.200 (65,1%) |
| Укупно            | 5.868         | 6.448         |